# QSO B2153+377
QSO B2153+377 是一個位在天鵝座 的類星體。

## 外部連結
- simbad
- www.jb.man.ac.uk/atlas/（页面存档备份，存于）